# Erik Mykland
Erik Mykland (* 21. Juli 1971 in Risør) ist ein ehemaliger norwegischer Fußballprofi.

## Karriere
Mykland debütierte bereits im Alter von 18 Jahren für Bryne FK in der norwegischen Profiliga. Noch im selben Jahr folgte der Wechsel zu Start Kristiansand, wo er sich schnell als Stammspieler etablierte und 1990 auch den Sprung in das Nationalteam schaffte. Mykland wurde schnell zum Publikumsliebling und gilt als einer der populärsten Fußballspieler Norwegens. 
Nach einem kurzen Leihgeschäft mit dem FC Utrecht wechselte Mykland 1996 zum FC Linz, verließ den Klub aber ein Jahr später Richtung Athen zu Panathinaikos Athen. Im Jahr 2000 zog es ihn weiter in die Bundesliga zum TSV 1860 München. Dort konnte er sich allerdings nicht durchsetzen. Zudem sorgte er für Aufsehen, als er in der Winterpause der Saison 2001/2002 zugab: „Ich kann das Gesicht des Trainers Peter Pacult nicht mehr sehen“. Wenige Tage darauf verkündete der Verein die Trennung von Mykland, der nach Dänemark zum FC Kopenhagen wechselte. Im Jahr 2004 beendete er seine Karriere beim dänischen Meister vorerst. Im Mai 2008 kehrte Mykland vollkommen überraschend wieder zu IK Kristiansand zurück und gab bekannt, seine Karriere nochmals fortsetzen zu wollen. 2009 feierte er dann sein Comeback beim Erstliga-Aufsteiger Star Kristiansand. Das Comeback geriet kurz zuvor ins Wanken, als Mykland der Konsum von Drogen nachgewiesen wurde. Ein Gericht verurteilte ihn zu einer Geldstrafe und gemeinnütziger Arbeit. Seinem Verein hat Mykland jedenfalls einen großen Imagegewinn und insbesondere auch hohe Umsätze durch Fanartikelverkauf seines Trikots beschert.
Erik Mykland nahm mit der Nationalmannschaft an den Weltmeisterschaften 1994 und 1998 sowie der Europameisterschaft 2000 teil. 1998 erreichte er mit Norwegen das Achtelfinale des Weltturnieres. Während seiner Karriere sorgte Mykland für einige Skandale: Während der Weltmeisterschaft 1998 in Frankreich betrank er sich an einem Abend mit seinem Mannschaftskollegen Henning Berg. In Kopenhagen wurde Mykland einmal angetrunken auf der Straße liegend gefunden, als er Passanten zum Armdrücken aufforderte.